# Торано-Нуово
Торано-Нуово (итал. Torano Nuovo) — коммуна в Италии, расположена в регионе Абруццо, подчиняется административному центру Терамо.
Население составляет 1675 человек, плотность населения составляет 168 чел./км². Занимает площадь 10 км². Почтовый индекс — 64010. Телефонный код — 0861.
Покровителем коммуны почитается святой Флавиан, патриарх Константинопольский, празднование 24 ноября.